# Kim (Colorado)
Kim es un pueblo ubicado en el condado de Las Ánimas en el estado estadounidense de Colorado. En el Censo de 2010 tenía una población de 74 habitantes y una densidad poblacional de 79,81 personas por km².

## Geografía
Kim se encuentra ubicado en las coordenadas 37°14′51″N 103°21′12″O / 37.24750, -103.35333. Según la Oficina del Censo de los Estados Unidos, Kim tiene una superficie total de 0,93 km², de la cual 0,93 km² corresponden a tierra firme y (0%) 0 km² es agua.

## Demografía
Según el censo de 2010, había 74 personas residiendo en Kim. La densidad de población era de 79,81 hab./km². De los 74 habitantes, Kim estaba compuesto por el 97,3% blancos, el 0% eran afroamericanos, el 0% eran amerindios, el 0% eran asiáticos, el 0% eran isleños del Pacífico, el 0% eran de otras razas y el 2,7% pertenecían a dos o más razas. Del total de la población el 27,03% eran hispanos o latinos de cualquier raza.